# Veine rectale supérieure

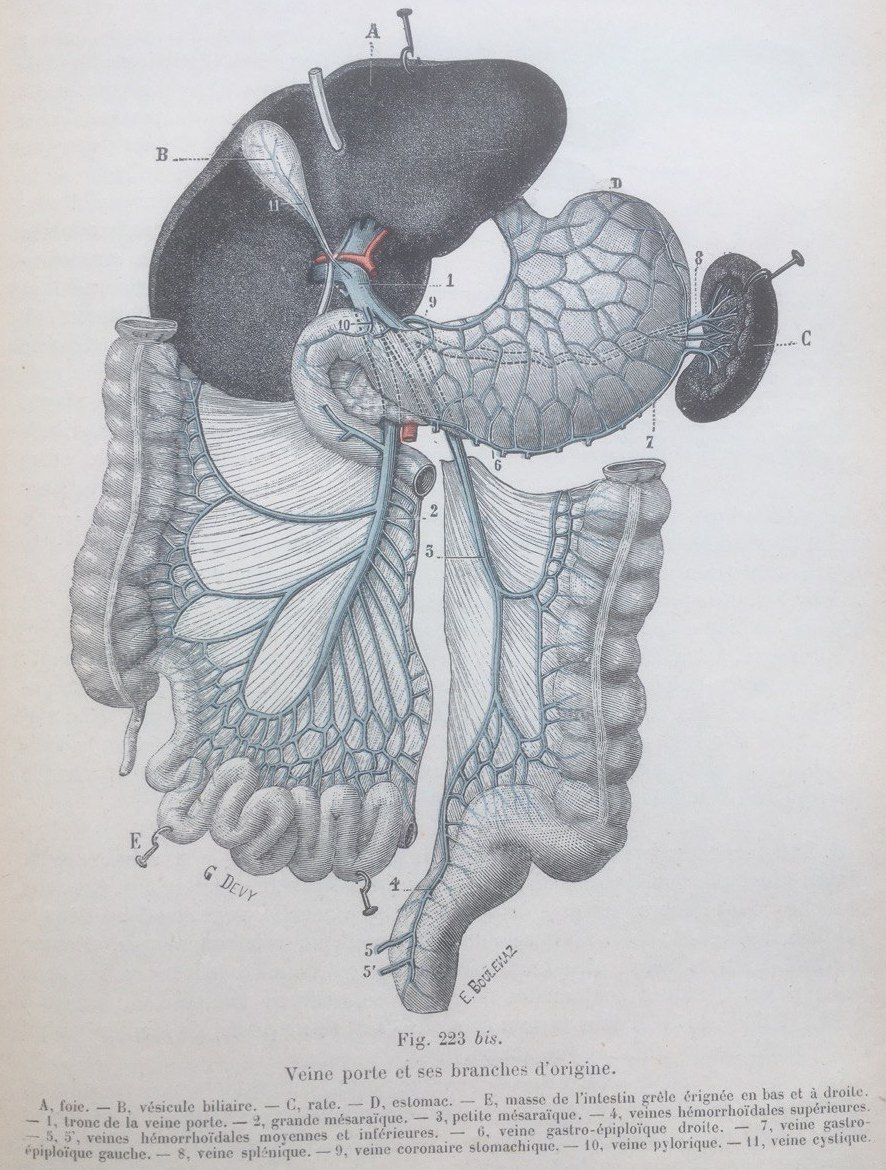
Veine rectale supérieure dans le méso-colon, d'après L. Testut, 1900

Les veines rectales supérieures (ou veines hémorroïdales supérieures) sont 2 veines qui naissent à la partie supéro-postérieure de l'ampoule rectale, à partir de 5 ou 6 veines du rectum. Situées dans l'espace sous-séreux, elles empruntent ensuite le méso-colon pelvien pour se réunir en une veine commune, la veine mésentérique inférieure (veine petite mésentérique) qui constituera une des 3 branches d'origine de la veine porte.

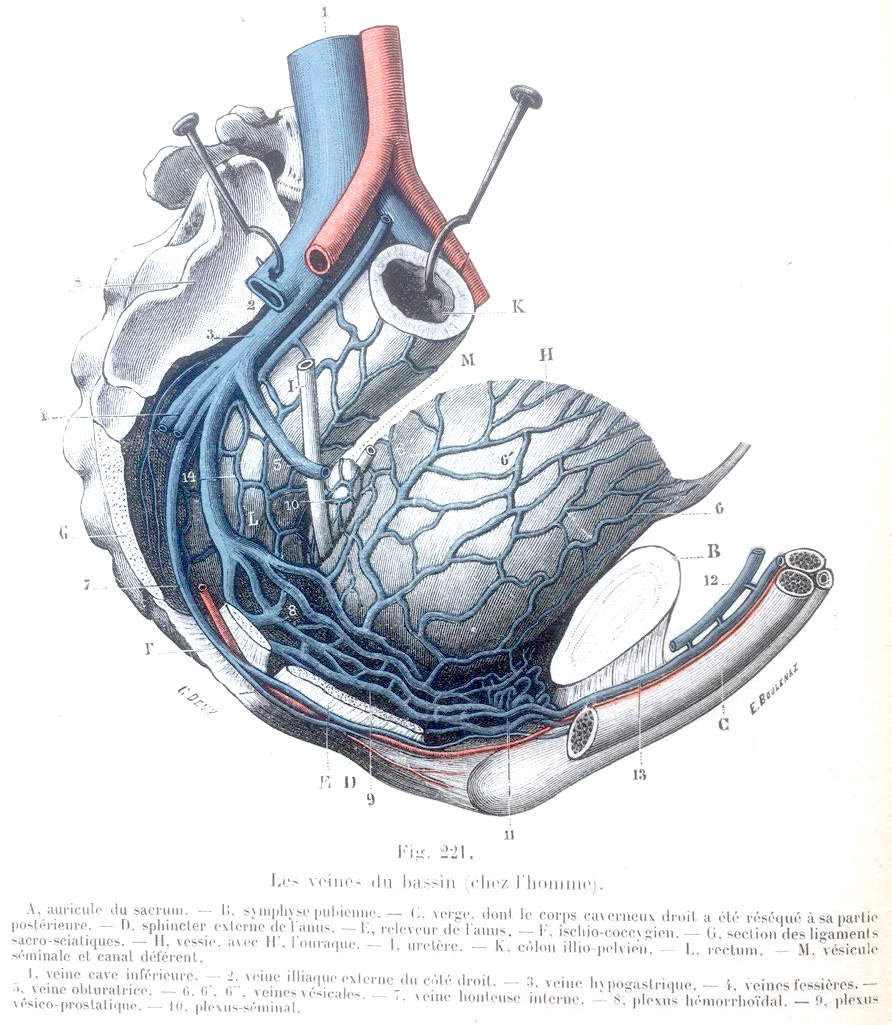
La veine rectale supérieure est visible en arrière et au dessus du colon, elle draine l'ampoule rectale. D'après Leo Testut 1900.

L'ampoule rectale et le canal anal sont drainés par 3 réseaux veineux symétriques. D'une part les veines rectales moyennes et inférieures respectivement au milieu de l'ampoule rectale et a l'extrémité du canal anal (une de chaque côté) qui abondent la veine iliaque interne et iront donc dans le réseau Cave, et d'autre part une paire de veines rectales supérieures à destination portale via la veine mésentérique inférieure. Toutes naissent du plexus veineux rectal, ce dernier mettant en relation les veines rectales supérieures, moyennes et inférieures. 
Les veines rectales supérieures quittent le petit bassin et croisent les vaisseaux iliaques communs gauches en compagnie de l'artère rectale supérieure. Elles se rejoignent et s'orientent vers le haut et le dehors pour constituer la veine mésentérique inférieure. 
Les veines rectales supérieures drainent chacune environ un hémi-rectum et un hémi-canal anal. Leur territoire est essentiellement muqueux et musculaire profond, ce qui en fait les veines principales des paquets hémorroïdaires. En leur absence, de volumineuses congestions hémorroïdaires se produisent.  
Au sein du méso-colon où elles cheminent, se trouvent également les veines coliques gauches qui constituent les autres racines de la veine mésentérique inférieure.  